# NGC 1824
NGC 1824 est une galaxie spirale barrée de type magellanique située dans la constellation du Dorade. NGC 1824 a été découverte par l'astronome britannique John Herschel en 1834.

## Caractéristiques
Sa vitesse par rapport au fond diffus cosmologique est de 1 283 ± 4 km/s, ce qui correspond à une distance de Hubble de 18,9 ± 1,3 Mpc (∼61,6 millions d'al).
À ce jour, 13 mesures non basées sur le décalage vers le rouge (redshift) donnent une distance de 12,436 ± 1,880 Mpc (∼40,6 millions d'al), ce qui est à l'extérieur mais compatible avec les valeurs de la distance de Hubble. Puisque cette galaxie est relativement rapprochée du Groupe local, il est probable que cette valeur soit plus près de la distance réelle de NGC 1824. Notons que c'est avec la valeur moyenne des mesures indépendantes, lorsqu'elles existent, que la base de données NASA/IPAC calcule le diamètre d'une galaxie.
La classe de luminosité de NGC 1824 est V et elle présente une large raie HI.

## Grouppe de NGC 1672
NGC 1824 fait partie du groupe de NGC 1672 qui compte au moins neuf galaxies. Selon un article publié par A.M. Garcia en 1993, le groupe de NGC 1672 comprend huit galaxies, soit NGC 1672, NGC 1688, NGC 1703, et les galaxies 85-14, 85-30, 118-34, 119-16 et 158-3 du catalogue ESO. Le site « Un Atlas de l'Univers » de Richard Powell mentionne aussi l'existence de groupe, mais en incluant seulement les galaxies du catalogue NGC. Toutefois, on y retrouve une quatrième galaxie de ce catalogue, soit NGC 1824.